# Beskydok (Oravské Beskydy)
Beskydok nebo Modralová (polsky Mędralowa (1168,4 m n. m.) je vrchol Oravských Beskyd. Leží na Slovensko - polské hranici, přibližně 25 km severně od Námestova. Na jeho východním temeni se v nadmořské výšce 1086 m n. m. nachází nejsevernější bod slovenského území.

## Poloha
Nachází se na severním okraji pohoří, v geomorfologickém podcelku Polhoranská vrchovina.  Na polském území navazuje pohoří Beskid Żywiecki. Vrch leží na hranici Žilinského kraje, Malopolského a Slezského vojvodství, na rozhraní okresu Námestovo, powiatu Nowotarski a Żywieckie. Na slovenském území zasahuje na katastrální území obce Oravská Polhora. Vrch, v Polsku nazývaný Mędralowa, sousedí na severovýchodě s Magurkou (1107 m n. m.), jihovýchodně se v dálce vypíná Malá Babia hora (1515 m n. m.) a jihozápadním směrem vrch Javorina (1047 m n. m.). Hřebenem vede rozvodí Černého a Baltského moře. Jižní, slovenská část masivu se nachází v CHKO Horná Orava.

## Popis
Beskydok tvoří horský hřbet, který se v západo-východním směru táhne centrální částí hlavního hřebenu Oravských Beskyd. Vrch je zalesněný a výhledy umožňují jen menší lokality bez porostu. Plochým, v směru hřebene protáhnutým vrcholem vede státní hranice a v jeho východní části je nejsevernější bod území Slovenska. V jeho blízkosti stojí dřevěný srub. Severní část hřebene odvodňují přítoky potoka Bystra, která směřuje do řeky Koszarawa, jižní, slovenskou část odvodňuje Polhoranka, která má v oblasti prameniště. Tak jako celý hřeben, tak i Beskydok tvoří hranici mezi rozvodími Baltského a Černého moře.

### Výhledy
Vrch nabízí z částečně odlesněného vrcholu omezený, ale daleký výhled. Jihovýchodnímu horizontu dominuje Malá Babia hora (1515 m n. m.) a Babia hora (1723 m n. m.), jihozápadnímu zase Pilsko (1557 m n. m.). Dobře pozorovatelné jsou okolní vrchy a při vhodných podmínkách i vzdálenější pohoří, jako Slezské Beskydy, část Kriváňské Fatry, Oravská Magura, Chočské vrchy, hřeben Ďumbierských Tater a okraj Západních Tater.

## Přístup
- po  žluté značce z Oravské Polhory přes Jalovecké sedlo
- po  modré značce hlavním hřebenem:
  - ze západu ze sedla Hliny
  - z jihovýchodu přes Malú Babiu horu (1515 m n. m.[5])